# Spoorlijn Wesel - Bocholt
De spoorlijn Wesel - Bocholt (in Duitsland ook bekend als de Bocholter Bahn) is een Duitse spoorlijn als spoorlijn 2263 onder beheer van DB Netze tussen Wesel en Bocholt in de deelstaat Noordrijn-Westfalen.

## Modernisatie
In 2021 is de lijn geëlektrificeerd. Tevens is ter plaatse bediende klassieke beveiling met armseinen vervangen door moderne elektronische rijwegbeveiliging bediend vanuit Emmerich. Tevens is baanvaksnelheid verhoogd naar 100 km/h.

## Geschiedenis
Toen in de negentiende eeuw de stad Bocholt, met zijn belangrijke textielindustrie, niet werd aangedaan door de in 1856 geopende spoorlijn Oberhausen–Arnhem ontstonden er initiatieven voor een aansluiting van de stad Bocholt op het Duitse spoorwegnet. In 1875 werd een concessie aan de Cöln-Mindener Eisenbahngesellschaft (CME) verstrekt voor de bouw van een lijn van Wesel naar Bocholt, die in 1878 werd geopend.
Twee jaar later werd de spoorlijn Winterswijk - Bocholt van de Nederlandsch-Westfaalsche Spoorweg-Maatschappij geopend, waardoor er doorgaande treinen Wesel - Winterswijk konden gaan rijden. Tussen 1901 en 1908 werd ook de lijn Empel-Rees - Bocholt - Münster in fasen geopend. In 1931 werd reeds het Nederlandse deel van de lijn naar Winterswijk gesloten, zodat geen doorgaand verkeer naar Nederland meer mogelijk was. Vanaf de jaren 50 van de twintigste eeuw ging het snel bergafwaarts met het treinvervoer rond Bocholt. De aansluitende lijnen vanuit Bocholt zijn alle in de tweede helft van de twintigste eeuw weer verdwenen, waardoor Bocholt opnieuw een eindstation is geworden.
Ook de lijn Wesel-Bocholt leidde jarenlang een zieltogend bestaan, waarbij de dienstregeling steeds verder werd uitgekleed tot slechts enkele personentreinen per dag. Er werd dan ook gevreesd voor het voortbestaan van de lijn. In het midden van de jaren 90 heeft de Stad Bocholt een treinstel gekocht en dat aan de Deutsche Bahn geschonken, om daarmee de lijn voor de stad te behouden. Sindsdien wordt de lijn weer regelmatig bereden. Elk uur rijdt Der Bocholter tussen Wesel en het nieuwe station van de stad Bocholt.

## Treindiensten
| Serie        | Treinsoort              | Route | Bijzonderheden |
| ------------ | ----------------------- | --- | -------------- |
| 20000 RE 19a | Regional-Express (VIAS) | Bocholt – Dingden – Hamminkeln – Blumenkamp – Wesel – Oberhausen Hbf – Duisburg Hbf – Düsseldorf Flughafen – Düsseldorf Hbf | Bocholter Bahn |

## Aansluitingen
In de volgende plaatsen is of was er een aansluiting op de volgende spoorlijnen:
Wesel
DB 14, spoorlijn tussen Wesel en Wesel Hafen
DB 2002, spoorlijn tussen Haltern en Büderich
DB 2270, spoorlijn tussen Oberhausen en Emmerich
DB 2271, spoorlijn tussen Oberhausen en Wesel
Bocholt
DB 2264, spoorlijn tussen Winterswijk en Bocholt
DB 2265, spoorlijn tussen Empel-Rees en Münster